# Крофорд (Мисисипи)
Крофорд (енгл. Crawford) град је у америчкој савезној држави Мисисипи.

## Демографија
По попису из 2010. године број становника је 641, што је 14 (-2,1%) становника мање него 2000. године.
| Група             | 2000.       | 2010.       |
| Белци             | 39 (6,0%)   | 51 (8,0%)   |
| Афроамериканци    | 610 (93,1%) | 576 (89,9%) |
| Азијати           | 0 (0,0%)    | 0 (0,0%)    |
| Хиспаноамериканци | 4 (0,6%)    | 4 (0,6%)    |
| Укупно            | 655         | 641         |